# 私の歌 (松崎しげるの曲)
「私の歌」（わたしのうた）は、1976年6月25日に発売された松崎しげるの11枚目のシングル（規格品番：SV-6025）。

## 解説
本楽曲の制作に当たり、松崎自身はフランク・シナトラの代表曲『マイ・ウェイ』を意識し、「その当時（1976年頃）の俺なりに青春の『マイ・ウェイ』、俺なりの『マイ・ウェイ』を作りたい」と、都倉俊一に持ちかけて作ってもらった作品であることを語っている。
また、本楽曲は三浦友和が出演したグリコ「アーモンドチョコレート」のCMソングとして使用された。その他、東映映画『その後の仁義なき戦い』（1979年）の作中で松崎が演ずる水沼啓一が組を潰された下っ端ヤクザから上京して歌手として上り詰める過程における挿入歌としても使用されている。
2015年に松崎が歌手生活45周年記念として発表したカヴァーアルバム『私の歌～リスペクト～』に於いては、唯一自らの曲をセルフカヴァーする形で本曲をニューバージョンで収録している。

## 収録曲
- 両楽曲共に、作詞：喜多条忠／作曲・編曲：都倉俊一

1. 私の歌 [03:59]
2. 真夜中のエレベーター [04:25]